# Sommières
Sommières (okcitansko Sant Mamet del Gard) je naselje in občina v južnem francoskem departmaju Gard regije Languedoc-Roussillon. Naselje je leta 2008 imelo 4.510 prebivalcev.

## Geografija
Kraj leži v pokrajini Languedoc ob reki Vidourle, med Nîmesom (22 km) in Montpellierom (28 km).

## Uprava
Sommières je sedež istoimenskega kantona, v katerega so poleg njegove vključene še občine Aigues-Vives, Aspères, Aubais, Aujargues, Boissières, Calvisson, Congénies, Fontanès, Junas, Langlade, Lecques, Nages-et-Solorgues, Saint-Dionisy, Saint-Clément, Salinelles, Souvignargues in Villevieille s 26.280 prebivalci.
Kanton Sommières je sestavni del okrožja Nîmes.

## Zanimivosti
- rimski most, dolg 190 metrov, je bil zgrajen za časa cesarja Tiberija v začetku 1. stoletja, povezal je mesti Colonia Nemausa (Nîmes) in Tolosa (Toulouse),
- utrjen stolp tour Carrée, ostanek nekdanje trdnjave,
- gotska mestna vrata, Tour de l'Horloge,
- neogotska cerkev sv. Ponsa iz sredine 19. stoletja.

## Pobratena mesta
- Callosa de Segura (Valencia, Španija);